# IC 5216
IC 5216 је ознака објекта на координатама са ректансцензијом 22h 24m 44,0s и деклинацијом - 18° 5" 18'. Открио га је Стефан Жавел, 9. јуна 1896. Каснијим посматрањима на том положају није уочен никакав астрономски објекат.